# Baeckea pachyphylla
Baeckea pachyphylla är en myrtenväxtart som beskrevs av George Bentham. Baeckea pachyphylla ingår i släktet Baeckea och familjen myrtenväxter. Inga underarter finns listade i Catalogue of Life.